# Alastor punjabensis
Alastor punjabensis är en stekelart som beskrevs av Dutt 1922. Alastor punjabensis ingår i släktet Alastor och familjen Eumenidae. Inga underarter finns listade i Catalogue of Life.